# Tomografía crioelectrónica

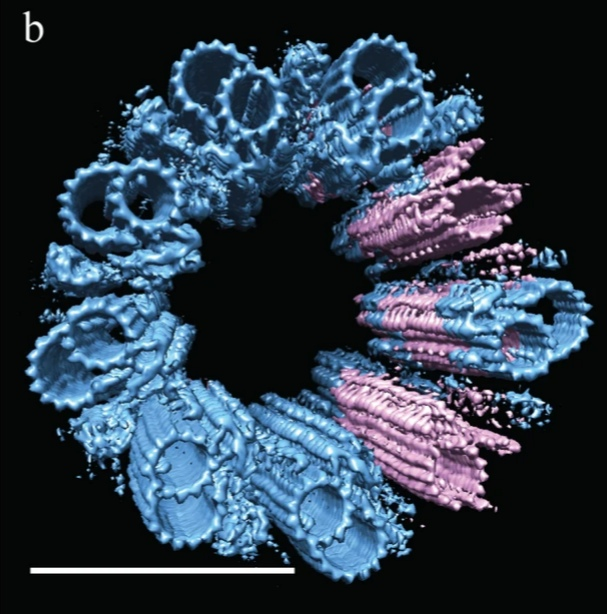
Reconstrucción 3D total, mediante Criotomografía de un centríolo.

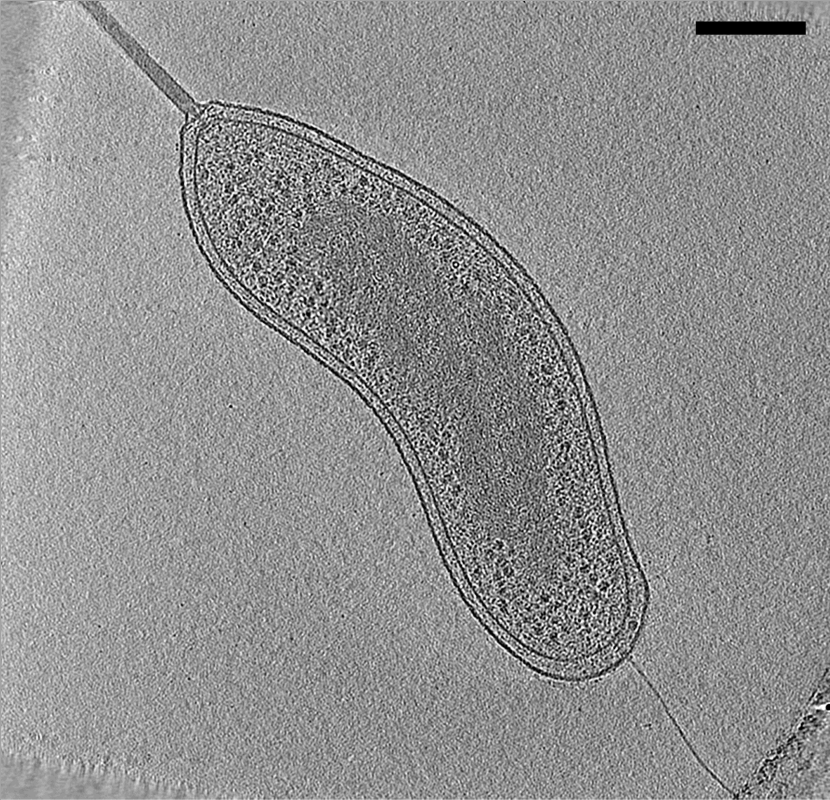
Rebanada de criotomografía electrónica de células de Bdellovibrio bacteriovorus

La tomografía crioelectrónica o criotomografía, Cryo-ET (en inglés) es una técnica de microscopía electrónica de transmisión. Pretende aplicar las elevadas prestaciones de estos instrumentos, que actualmente alcanzan la resolución atómica, intentando salvar los problemas que planteaban anteriormente:
- Preservar las estructuras nativas en condiciones de alto vacío.
- Obtención de estructuras tridimensionales.
- Obtención de suficientes imágenes antes de la destrucción de la muestra por los haces electrónicos de alta energía.

Para ello se congelan rápidamente las muestras en condiciones que permiten su vitrificación. Existen dos técnicas de congelación de preparados:
- Las muestras finas, de menos de 0,5 μm se congelan rápidamente en etano líquido. Esta técnica es adecuada para células pequeñas y regiones celulares de poco espesor.
- Las muestras de mayor espesor se congelan mediante alta presión, y posteriormente se obtienen secciones finas de un espesor entre 50–200 nm con la muestra aún congelada.

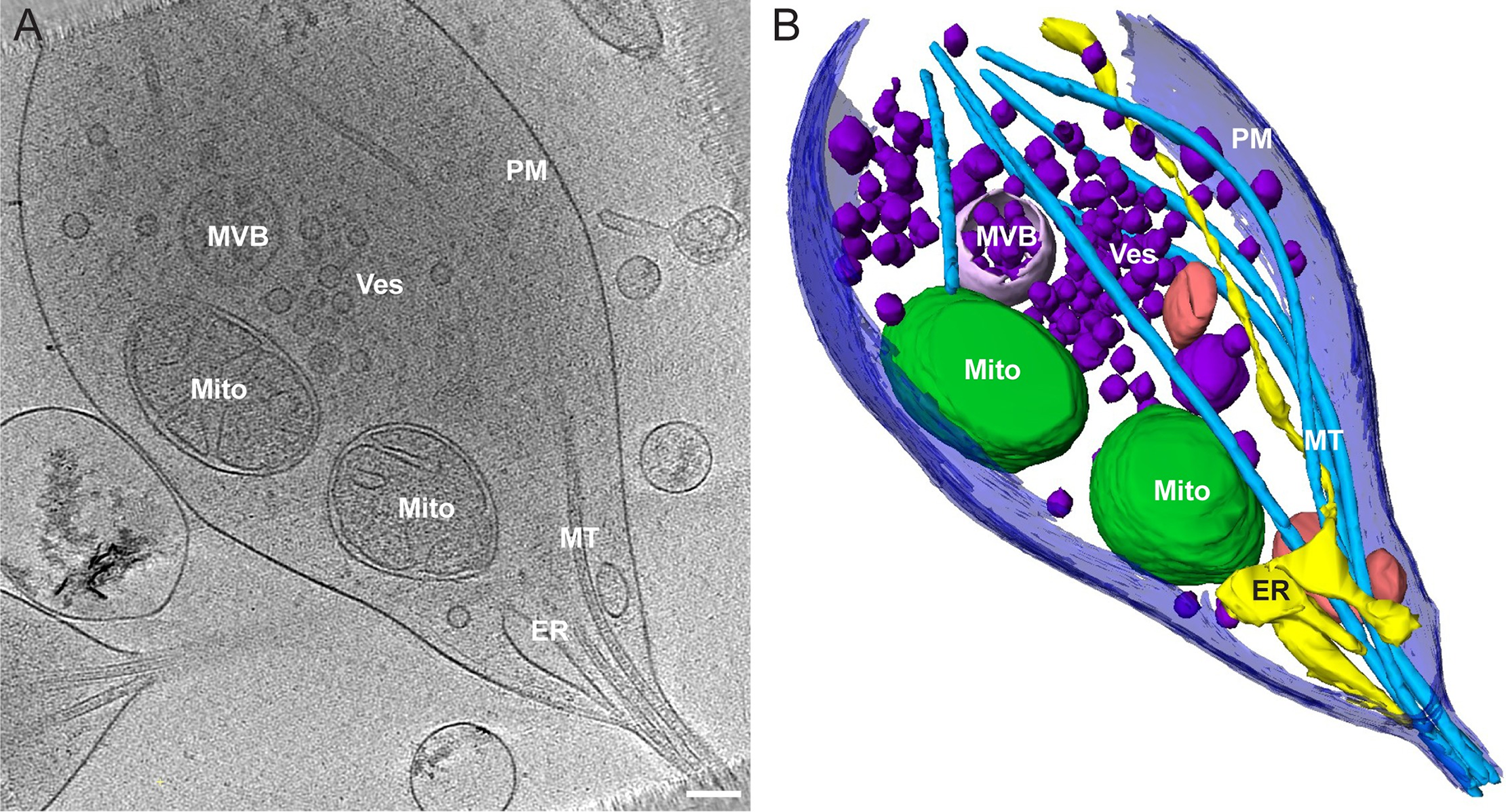
Reconstrucción 3D de dilatación presináptica luego de múltiples cortes apilados.

Previamente las muestras se pueden impregnar con oro coloidal. El microscopio se mantiene en condiciones de congelación. Las imágenes tridimensionales se obtienen mediante algoritmos matemáticos de reconstrucción a partir de imágenes de los objetos tomadas desde múltiples direcciones. A este paso se le denomina "tomografía". Su aplicación restringe el límite de resolución de los detalles a unos 2 nm. 
El microscopio se emplea en desarrollos farmacológicos, en el estudio del HIV y en la resolución de estructuras como motores moleculares, poros nucleares o mitocondrias.